# Zerg
De Zerg zijn een fictief ras in het door Blizzard Entertainment ontwikkelde real-time strategy computerspel StarCraft. Het insectachtige ras kent  uiterlijke overeenkomsten met de Tyranids van het tabletopspel Warhammer 40.000. Ook de 'Bugs' van de film Starship Troopers en de 'Xenomorphs' van de Alien-films komen in gedachten. De Zerg delen een karakteristiek met de 'Borg' van het Star Trek-universum; de Zerg assimileren alle potentieel nuttige rassen die zij tegenkomen op hun strooptocht door de Melkweg. Minderwaardige rassen worden vernietigd. De Zerg delen een collectief bewustzijn, beheerst door de Overmind. De Zerg bestaat uit diverse Broods, ieder vernoemd naar een personage uit de Noorse mythologie. Iedere Brood wordt beheerst door een eigen Cerebrate. Deze is niet in staat tot het negeren van een bevel van de Overmind.
Na de vernietiging van de Overmind neemt Kerrigan (Queen of Blades) de leiding van de Zerg over. De Queen of Blades heeft de Cerebrate vervangen door de Broodmothers.
De Zerg komen oorspronkelijk van de planeet Zerus. Evenals de Protoss, zijn ook de Zerg door de enigmatische Xel'Naga geschapen. Ditmaal streefde de Xel'Naga naar een puurheid van essentie. Gedeeltelijk geslaagd in hun opzet, bleek ook de Zerg toch niet te zijn wat de Xel'Naga voor ogen had. Uiteindelijk wordt de Xel'Naga vernietigd door hun eigen creatie.